# Ioann (Popov)
Ioann (světským jménem: Sergej Leonidovič Popov; * 1. září 1960, Irkutsk) je ruský duchovní Ruské pravoslavné církve, arcibiskup a metropolita bělgorodský a starooskolský.

## Život
Narodil se 1. září 1960 v Irkutsku. Jeho otec byl spisovatel a scenárista Leonid Vasiljevič Mončinskij.
Dokončil střední školu č. 1 v Šelechově. Poté nastoupil na fakultu historie Irkutské státní univerzity. Pokračoval v postgraduálním studiu na Novosibirské státní univerzitě.
Byl hypodiákonem arcibiskupa irkutského a čitského Juvenalije (Tarasova) a ředitelem svíčkové dílny eparchiální správy.
Poté co byl roku 1985 arcibiskup Juvenalij převeden na kurskou katedru odešel sním, kde se stal jeho kelejníkem (správce mnišské cely) a osobním sekretářem.
V září 1985 nastoupil na Leningradský duchovní seminář a roku 1988 na Leningradskou duchovní akademii.
Dne 30. března 1990 byl postřižen na monacha s mnišským jménem Ioann na počest svatého Ioanna Tobolského. Dne 4. dubna 1990 byl rukopoložen na hierodiakona a 7. dubna na jeromonacha.
V červnu 1990 se stal rektorem Kurského duchovního učiliště a současně byl povýšen na igumena. V prosinci 1991 byl v souvislosti přeměny učiliště na seminář jmenován jeho rektorem.
Roku 1993 byl povýšen na archimandritu.
Dne 23. února 1993 jej Svatý synod zvolil biskupem bělgorodským a vikářem kurské eparchie.
Dne 4. dubna 1993 proběhla v chrámu Zjevení Páně v Moskvě jeho biskupská chirotonie. Světiteli byli patriarcha moskevský Alexij II., arcibiskup jekatěrinburský a věrchoturský Melchisedek (Lebeděv), arcibiskup jaroslavský a rostovský Platon (Udovenko), arcibiskup kurský a rylský Juvenalij (Tarasov), arcibiskup solněčnogorský Sergij (Fomin), biskup kostromský a galičský Alexandr (Mogiljov), biskup istrijský Arsenij (Jepifanov), biskup podolský Viktor (Pjankov), biskup benderský Vikentij (Morar), biskup petrozavodský a oloněcký Manuil (Pavlov), biskup saranský a mordovský Varsonofij (Sudakov), biskup šymkentský a celinogradský Jelevferij (Kozorez), biskup jakutský viljujský German (Moralin) a biskup kurganský a šadrinský Michail (Raskovalov).
Dne 18. července 1995 byl v souvislosti se zřízením bělgorodské eparchie ustanoven biskupem bělgorodským a starooskolským.
Dne 26. prosince 1995 se stal předsedou Synodního misijního oddělení.
Dne 17. července 1996 byl jmenován rektorem Bělgorodského duchovního semináře, kterým byl až do roku 2015.
Dne 18. února 1999 byl povýšen na arcibiskupa.
Od 22. března 2011 do 29. prosince 2021 byl členem Vyšší církevní rady Ruské pravoslavné církve.
Dne 7. června 2012 byl Svatým synodem ustanoven hlavou nové bělgorodské metropole.
Dne 18. července 2012 byl povýšen na metropolitu.
Dne 26. července 2012 byl potvrzen ve funkci představeného Cholkovského monastýru.
Dne 29. prosince 2021 byl osvobozen od funkce předsedy Synodního misijního oddělení a jmenován vedoucím Centra pro podporu misijních táborů.